# Ombrophila
Ombrophila Fr. – rodzaj grzybów z rodziny Gelatinodiscaceae.

## Charakterystyka
Gatunki rodzaju Ombrophila tworzą galaretowate owocniki typu apotecjum. Wewnętrzna warstwa ich ekscypulum zbudowana jest z wąskich, splątanych strzępek zanurzonych w obfitym śluzie („textura intricata imbuta”). Zewnętrzna warstwa ekscypulum składa się z cienkościennych komórek o kształcie od pryzmatycznego do izodiametrycznego z ledwo zauważalnym śluzem. Typowa jest obecność romboidalnych (oktaedrycznych) kryształów, które często tworzą druzy. Aparat apikalny worków jest zwykle typu Calycina, ale czasami jest zredukowany, podobny do Hymenoscyphus, chociaż z pogrubioną podstawową częścią pierścienia. Ostre morfologiczne rozróżnienie między Ombrophila i Ascocoryne jest jednak trudne, czego przykładem jest Ombrophila lilacina (Fr.) P. Karst., niedawno przeniesione do Ascocoryne jako Ascocoryne lilacina (Fr.) Baral et all. Istnieje jednak tendencja do występowania gatunków Ombrophila na bardziej wilgotnych siedliskach, podczas gdy gatunki Ascocoryne są zwykle spotykane na wilgotnym drewnie z dala od strumieni i wód gruntowych.
Charakterystyczną cechą Ombrophila jest także kształt zarodników. Wyjątkowo duża grupa gatunków, zaliczana do podrodzaju Ombrophila, ma mniej lub bardziej elipsoidalne, proste askospory o stosunku długości do szerokości wynoszącym około 2–3 (–4). Gatunki te zasiedlają głównie rośliny zielne. Gatunki zaliczane do podrodzaju Leotiella mają askospory wydłużone, proste do silnie zakrzywionych, o stosunku długości do szerokości w zakresie 4–10.

## Systematyka i nazewnictwo
Pozycja w klasyfikacji według Index Fungorum: Gelatinodiscaceae, Helotiales, Leotiomycetidae, Leotiomycetes, Pezizomycotina, Ascomycota, Fungi.
Takson ten utworzył Elias Fries w 1849 r. Synonimy:
- Haplocybe Clem. 1909
- Kubickia Svrček 1957[4].

Gatunki występujące w Polsce
- Ombrophila frangulae Velen. 1934
- Ombrophila janthina (Fr.) Sacc. 1889
- Ombrophila morthieriana Rehm 1879
- Ombrophila rivulorum Velen. 1934
- Ombrophila violacea (Hedw.) Rehm 1891[5]

Nazwy naukowe według Index Fungorum. Wykaz gatunków według M.A. Chmiel i innych.